# Andre Agassi
Andre Kirk Agassi (IPA: [ˈɑndreɪ ˈæɡəsi]; Las Vegas, 29 aprile 1970) è un ex tennista e allenatore di tennis statunitense. Soprannominato il Kid di Las Vegas o Flipper, per il suo stile di gioco rapido, è considerato uno dei più forti tennisti di tutti i tempi.
Nella sua carriera ha vinto 60 titoli ATP e otto tornei dello Slam, detenendo il primo posto nella classifica ATP per 101 settimane e guadagnando in carriera più di 31 milioni di dollari in premi e 150 milioni di dollari in sponsorizzazioni. È l'unico tennista della storia, insieme a Novak Đoković, ad avere vinto tutte le categorie di tornei esistenti per un tennista maschile in singolare: i 4 tornei dello Slam, la medaglia d'oro del singolare olimpico 1996, il torneo ATP World Championship 1990, gli ATP Masters Series (17), ATP 500 (6) e ATP 250 (27), oltre alle 3 Coppe Davis 1990, 1992, 1995.
Famosa è stata la sua rivalità con il connazionale Pete Sampras, tra le più entusiasmanti della storia del tennis. È uno degli otto giocatori che nella loro carriera sono riusciti a realizzare il Career Grand Slam ed è stato il primo a realizzarlo su tre diverse superfici. Nel 1999 è stato il primo tennista uomo ad aver completato il Career Super Slam, eguagliato poi da Ðokovic nel 2024.
Alla vigilia dell'Open di Francia 2017 è diventato il nuovo coach di Novak Đoković, dal quale si è separato nella primavera del 2018.
È stato inserito nella International Tennis Hall of Fame nel 2011.

## Biografia
Andre e i suoi fratelli crescono negli Stati Uniti, patria della madre. Il padre, Emanoul Aghassian, è di origini armene e assire, trasferitosi a Las Vegas dopo avere gareggiato come pugile nelle Olimpiadi del 1948 e del 1952 per il suo Paese natale, l'Iran. Soltanto dopo avere acquisito la cittadinanza statunitense, Emanoul cambia il nome in Mike Agassi. Mike Agassi si sposò con Elizabeth Dudley e mise su famiglia. Finita la carriera di pugile iniziò a lavorare a Las Vegas in uno dei megaresort di proprietà del miliardario Kirk Kerkorian, con cui stringerà una amicizia tale da dare al suo ultimo figlio proprio "Kirk" come secondo nome.
Andre è nato con la spondilolistesi (una vertebra lombare che si è staccata dalle altre e sporge), per sua stessa ammissione è per questo che cammina con le punte dei piedi rivolte verso l'interno.
Il padre di Andre era un grande appassionato di tennis e sognava per i suoi quattro figli Rita, Philly, Tami e Andre un avvenire da campioni. Provò a trasformare ognuno di loro in un professionista, ma l'impresa riuscì soltanto con il figlio più piccolo, Andre, che si vide mettere in mano una racchetta già all'età di due anni. Tuttavia quello che sarebbe diventato uno dei più grandi campioni di sempre non ha un ricordo positivo delle sue prime esperienze tennistiche, a causa delle eccessive pressioni del padre: “Da ragazzino avevo odiato il tennis, vivevo nella paura di mio padre, che mi voleva campione a tutti i costi”. Nella sua autobiografia intitolata Open Andre descrive i durissimi allenamenti a cui il padre lo sottoponeva, tra cui l'utilizzo del "drago", ovvero una macchina lanciapalle modificata proprio da Agassi senior per aumentarne la difficoltà, e le dure reazioni del padre di fronte ai suoi errori.
(Emanoul Aghasi)

## Carriera sportiva

### Gli anni in accademia e il contrasto con il padre
Grazie alle conoscenze del padre, Andre fece pratica con eccellenti giocatori quali Ilie Năstase e Jimmy Connors, poi a 14 anni lasciò Las Vegas per trasferirsi in Florida, alla scuola di Nick Bollettieri, celebre allenatore di campioni come Boris Becker, Monica Seles e Jennifer Capriati.
Dato l'elevato costo mensile dell'Accademia, André inizialmente avrebbe dovuto rimanervi solamente tre mesi, ma fu lo stesso Bollettieri, una volta notato il grande talento del ragazzino durante una sessione di allenamento, a offrirgli gratuitamente la permanenza all'accademia per i mesi successivi.
Andre tuttavia visse gli anni nella scuola di tennis in modo infelice: la rigida disciplina imposta dal padre e dall'accademia lo fece crescere con spirito sempre più ribelle, portandolo a infrangere qualsiasi regola gli venisse imposta, con lo scopo di farsi espellere dalla Bollettieri Academy. Andre indossava di proposito jeans strappati per provocare il proprio padre; inoltre, approfittando dell'odio di questi verso gli omosessuali, indossò in più occasioni uno smalto rosa sulle unghie al solo scopo di farlo infuriare. Durante un torneo giovanile in Florida a cui partecipavano diversi allievi della scuola di Bollettieri, Andre, che in quell'occasione fu l'unico ad avere raggiunto una finale, per giocarla si presentò in campo indossando il suo orecchino più vistoso, le unghie tinte di rosso fiammante, un'acconciatura da mohicano con la cresta rossa e una salopette in jeans sgualcita. Tale provocazione fece infuriare Nick Bollettieri, che davanti a tutti gli allievi dell'accademia, accusò pubblicamente Andre di aver infranto qualunque regola fosse possibile infrangere, e di averne infangato il nome con quell'esibizione durante la finale. Esasperato, Agassi tentò quindi la fuga nottetempo dall'accademia, con l’intento di tornare a Las Vegas; fece autostop, ma l’auto che si fermò al suo gesto era proprio quella di uno dei suoi allenatori, uscito per riprenderlo e riportarlo indietro.
Dopo un lungo periodo di punizione Andre, convocato al cospetto di Bollettieri in seguito all'ennesima bravata, alla domanda su cosa volesse fare della sua vita rispose: "Non voglio più andare a scuola, voglio diplomarmi per corrispondenza, voglio ottenere wild card, partecipazioni ai tornei importanti e voglio diventare un professionista".
In seguito a questo colloquio Andre smise di frequentare la scuola privata in cui andavano tutti gli altri membri della Bollettieri Academy, lasciò l'accademia (facendovi ritorno solo per gli allenamenti tra un torneo e l'altro) e iniziò, seguito dal fratello maggiore Philly, a partecipare ai principali tornei ATP nel mondo.

### 1986-1989: primi anni

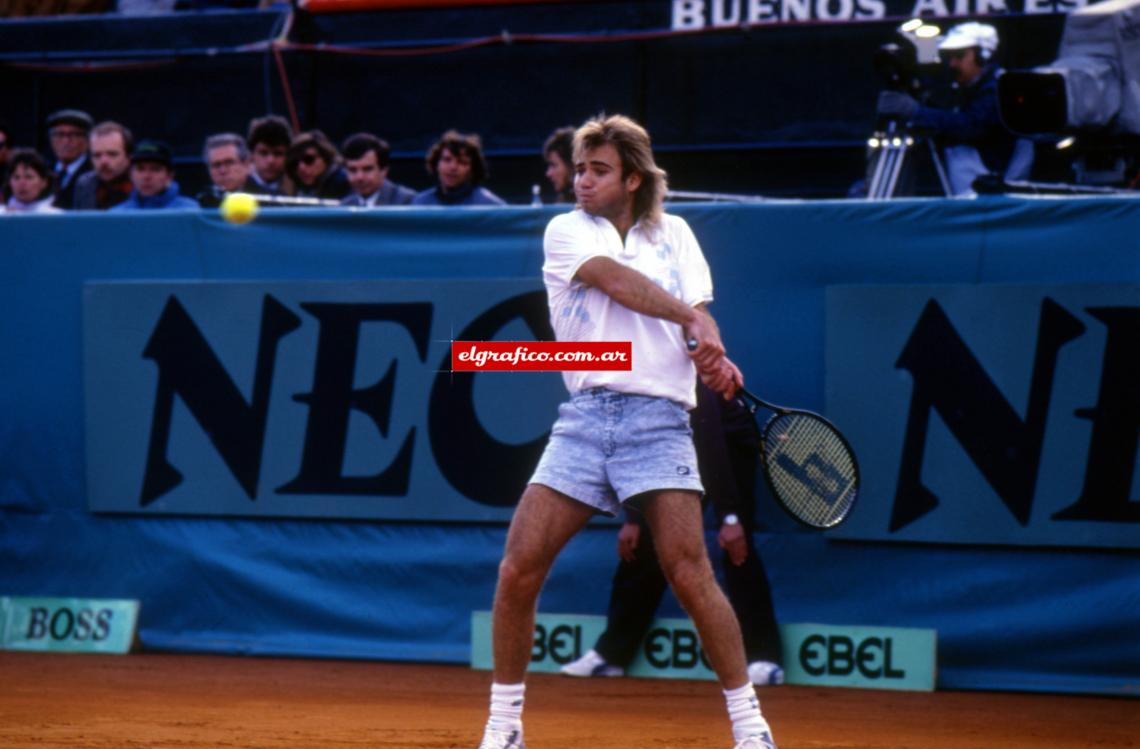
Agassi in azione nel 1988

Agassi approda al grande tennis nel 1986, a 16 anni, prendendo parte al suo primo torneo professionistico a La Quinta in California. Vinse il primo incontro contro John Austin per 6-4 6-2, ma perse al turno successivo contro Mats Wilander per 6-1, 6-1. Alla fine dell'anno occupava la posizione 91 della classifica mondiale.
Nel 1987 vinse il suo primo torneo da professionista di alto livello in Brasile a Itaparica e arrivò in finale nel torneo ATP di Seul. Chiuse quell'anno alla posizione 25 della classifica mondiale.
Nel 1988 vinse sei tornei e nel dicembre tagliò il traguardo del milione di dollari in premi accumulati (prendendo parte a solo 43 tornei, un primato). Questo risultato stratosferico è dovuto al fatto che il giovanissimo Andre riesce ad arrivare in semifinale sia all'Open di Francia che all'US Open, entrando per la prima volta tra i migliori 10 della classifica ATP. In questo periodo si costruisce una nomea di ribelle che conquisterà molti tra i giovani appassionati; la sua immagine è caratterizzata da divise di colori estremamente sgargianti; porta costantemente i capelli lunghi.
Nel 1989 raggiunge nuovamente la semifinale nel torneo US Open, ma per il resto è una stagione priva di particolari soddisfazioni, vince solo a Orlando (USA) contro Brad Gilbert e viene sconfitto in finale agli Internazionali di Roma da Alberto Mancini.

### 1990-1996: le vittorie

Agassi agli Internazionali d'Italia 1989, assieme all'ex calciatore italiano Gigi Riva.

Nel 1990, Agassi fu sconfitto da Stefan Edberg in quattro combattuti set in finale a Indian Wells. Successivamente, vince il suo primo Masters Series a Key Biscayne prendendosi la rivincita contro Edberg nella finale dei Lipton International Players Championships. In seguito raggiunge la finale al Roland Garros, sconfitto però da Andrés Gómez e all'US Open, sconfitto da Pete Sampras, in uno dei primissimi incontri di una sfida che durerà più di un decennio; tra le due manifestazioni vince il torneo ATP di Washington. Si consola a fine anno con la vittoria all'ATP World Championship a Francoforte (nuova denominazione del Masters).
Il 1991 lo vede trionfare a Heathrow e a Washington, arriva nuovamente in finale al Roland Garros ma questa volta è Jim Courier a negargli la gioia di una vittoria in uno Slam. Un mese dopo partecipa per la prima volta a Wimbledon venendo sconfitto ai quarti di finale per poi perdere al primo turno dell'US Open.
Agassi si rifà nel 1992 a Wimbledon. L'erba londinese, ritenuta da tutti superficie ostile per il gioco da fondo di Agassi, lo vede battere ai quarti il tre volte vincitore Boris Becker e in semifinale John McEnroe, anch'egli tre volte titolato. In finale sconfigge al quinto Goran Ivanišević. Quell'anno vince anche ad Atlanta e il Master Series di Toronto.
Il 1993, complice un intervento al polso che ne condiziona il rendimento, è un anno particolarmente altalenante. Nonostante i problemi riesce comunque ad aggiungere i tornei di San Francisco e Scottsdale alla sua già nutrita bacheca. Nei tornei del Grande Slam le sue prestazioni sono al di sotto dell'aspettative: non prende parte ai primi due, poi non riesce a difendere il suo titolo a Wimbledon (battuto nei quarti di finale al quinto set da Pete Sampras, futuro vincitore) e viene malamente eliminato al primo turno nell'US Open.
Il 1994 non inizia particolarmente bene per Agassi; in febbraio vince il torneo di Scottsdale, ma in seguito ottiene una serie di risultati non positivi (tra cui una precoce eliminazione all'Open di Francia e a Wimbledon). Nel finale di stagione Agassi riemerge vincendo gli ATP Master Series di Toronto e Parigi Bercy, oltre al suo secondo titolo nel Grande Slam all'US Open senza essere testa di serie.
Il 1995 è l'anno migliore: vince sette titoli. A inizio stagione partecipa al primo Australian Open della sua carriera, si presenta con la testa rasata (in aperto contrasto con l'immagine popolare che continuava a vederlo "capellone e ribelle") e riesce a vincere il suo terzo titolo del Grande Slam battendo in finale l'eterno rivale Pete Sampras (i due si incontreranno cinque volte in stagione, con tre vittorie di Andre). Si aggiudica inoltre i Masters Series di Cincinnati, Key Biscayne e Toronto, poi arriva in finale all'US Open in cui però viene nuovamente battuto da Sampras. Partecipa con la squadra statunitense alla Coppa Davis, giocando un ruolo decisivo nella conquista americana. A fine anno ha un ruolino di marcia costituito da 72 vittorie e 10 sconfitte, e durante la stagione ha infilato una striscia di 26 vittorie consecutive (suo primato personale). Il 10 aprile di quell'anno diventa il 12º giocatore nella storia dell'ATP a collocarsi al numero 1, conserverà lo scettro per 30 settimane prima di cederlo a Sampras, riconquistarlo per altre due settimane e cederlo a Thomas Muster.
Nel 1996 Agassi è uno dei giocatori più attesi, ma la sua stagione è deludente. Non riesce a raggiungere nessuna finale nel Grande Slam: arriva in semifinale in Australia ma in seguito viene eliminato durante i primi turni sia al Roland Garros che a Wimbledon. Tuttavia riesce a difendere con successo i titoli conquistati a Cincinnati e Key Biscayne. Il punto più alto di quella stagione è la splendida vittoria al torneo olimpico di Atlanta. Nel finale di stagione arriva nuovamente in semifinale all'US Open.

### 1997-1998: caduta e risalita
Il 1997 è il punto più basso della carriera di Agassi. L'infortunio al polso che aveva duramente condizionato la stagione 1993 si fa risentire e Agassi può giocare solo 24 incontri durante l'anno. Durante questo periodo sposa la modella e attrice Brooke Shields, dedicandosi particolarmente alla vita mondana e a comparire su molte riviste di pettegolezzi. Anche a causa di questo disinteressamento per l'attività sportiva le poche apparizioni di Agassi sono estremamente deludenti, e durante l'anno non vince nessun titolo e non raggiunge nessuna finale; per tutto l'anno precipita in classifica e a novembre tocca il fondo, risultando al 141º posto della classifica. Nel finale di stagione ha una leggera ripresa e riesce a risalire fino al 122º posto; per molti commentatori ormai Agassi è un atleta finito, bruciato dalla troppa sicurezza e troppo attento alla vita mondana più che agli allenamenti.
Nel 1998 il matrimonio con la Shields comincia ad andare in crisi e Agassi si concentra esclusivamente sul tennis ripartendo da zero. Prende parte a molti tornei Challenger (un circuito specifico per i giocatori di bassa classifica) vincendone alcuni, inoltre cambia completamente il suo atteggiamento arrivando a farsi amare dal pubblico che l'anno prima aveva cominciato a detestarlo. Durante la stagione è protagonista di una salita in classifica che non ha precedenti: partito come numero 122 del mondo a fine stagione è 6º, dopo essersi aggiudicato cinque tornei importanti ed essere arrivato in finale nel Masters Series di Key Biscayne e nella Grand Slam Cup.

### 1999-2003: nuovamente ai vertici

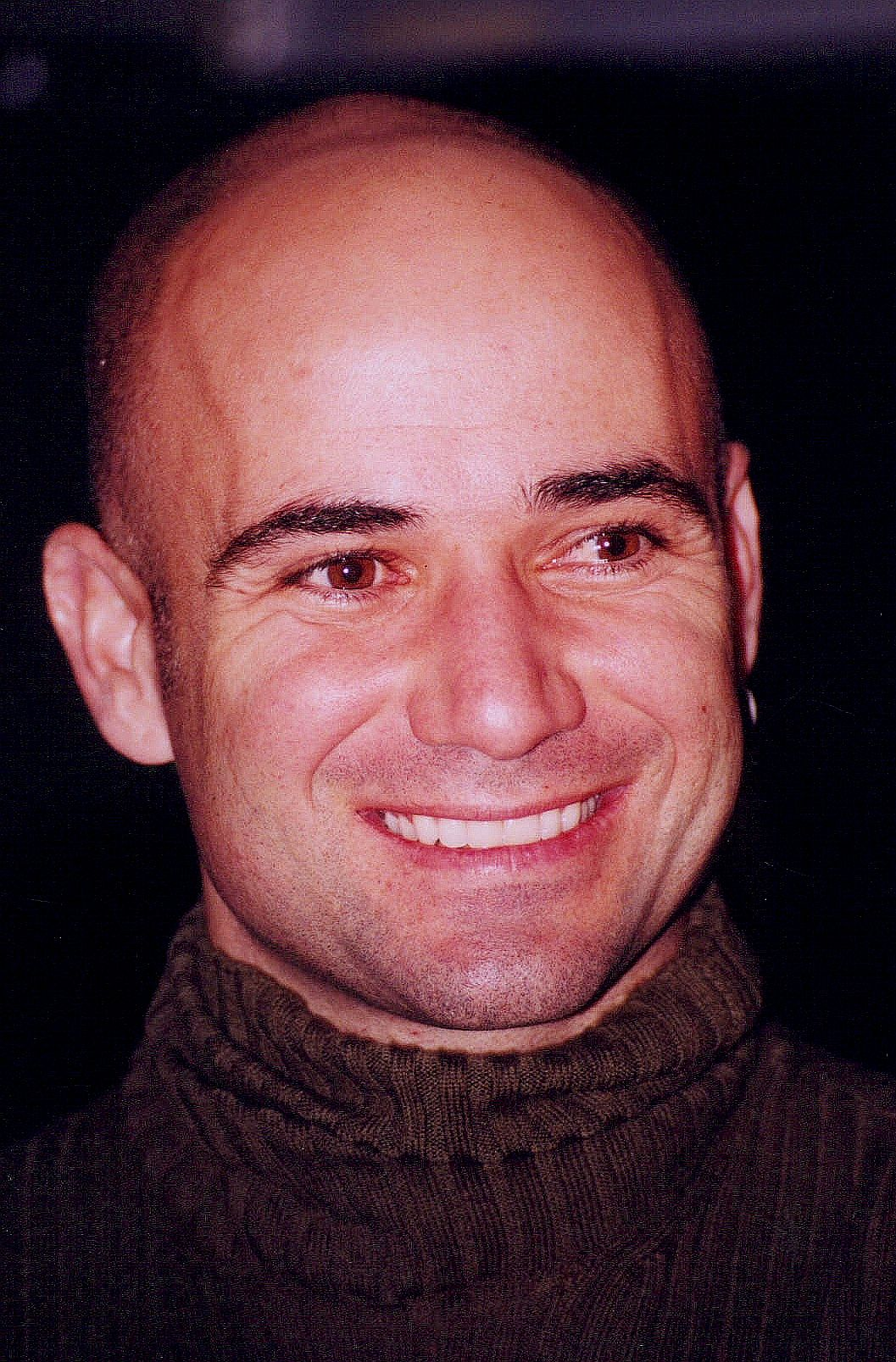
Agassi nel 1999

Il 1999 vede il ritorno definitivo di Agassi tra i grandi nomi del tennis mondiale. Agli Australian Open viene eliminato al quarto turno, in aprile vince agevolmente il torneo di Hong Kong presentandosi in gran forma all'Open di Francia. Al termine di un'incredibile rimonta in finale contro Andrij Medvedjev, vince il Roland Garros, diventando il quinto giocatore della storia a vincere almeno uno di ciascuno dei tornei dello Slam dopo Rod Laver, Roy Emerson, Don Budge e Fred Perry, inoltre Agassi è il primo uomo ad avere vinto almeno una volta tutti i quattro tornei del grande slam, la medaglia d'oro del singolare olimpico, il torneo ATP World Championship e la Coppa Davis, eguagliato nel 2024 da Novak Djokovic; questa impresa nel mondo del tennis femminile è stata compiuta anche da Steffi Graf (futura moglie di Andre), e da Serena Williams. Sempre nel 1999 arriva in finale anche a Wimbledon, venendo sconfitto in tre set da Sampras. A luglio ritorna per tre settimane numero 1 del mondo. Meno di due mesi dopo Wimbledon Agassi conquista per la seconda volta in carriera l'US Open battendo Todd Martin in finale e conquistando nuovamente la prima posizione della classifica, mantenuta nonostante la sconfitta in finale contro Sampras nella Masters Cup; la conserverà anche nel 2000 per un totale di 52 settimane.
Nel 2000 Agassi centra la quarta finale consecutiva nel Grande Slam: dopo avere superato Sampras in semifinale sconfigge Evgenij Kafel'nikov nella finale conquistando il suo secondo Australian Open. Durante l'anno viene eliminato al secondo turno al Roland Garros, raggiunge la semifinale a Wimbledon perdendo contro Patrick Rafter e poi nuovamente eliminato al secondo round all'US Open. A fine stagione perde per il secondo anno consecutivo la finale della Masters Cup contro Gustavo Kuerten, cedendo così al brasiliano lo scettro di numero 1 del mondo. Complessivamente il 2000 è stato sotto le attese: dopo la prodezza in Australia Agassi non è riuscito ad aggiudicarsi nessun torneo, pur piazzandosi abbastanza bene in tutte le competizioni importanti.
Nel 2001 vince nuovamente gli Australian Open, infilando poi la doppietta nei Master Series di Indian Wells (in finale su Sampras) e Key Biscayne, impreziosite a luglio da un nuovo successo su Sampras nella finale del torneo di Los Angeles. In questa stagione raggiunge la semifinale a Wimbledon e i quarti di finale negli altri due slam. Memorabile il quarto di finale agli US Open perso in quattro set contro Sampras, considerata da molti una delle più belle partite di sempre.
Il 2002 comincia con una brutta notizia: Andre non può difendere il suo titolo a Melbourne a causa di un infortunio. Durante la stagione vince i Masters Series di Key Biscayne, Roma e Madrid e nella finale dell'US Open incontra per la trentaquattresima e ultima volta il rivale di sempre Sampras, venendo sconfitto in quattro partite (bilancio finale: 20-14 per Sampras).
Nel 2003 Agassi vince il suo ottavo e ultimo titolo del Grande Slam agli Australian Open, battendo in finale Rainer Schüttler in tre partite. In marzo vince per la terza volta consecutiva (e sesta in carriera) il titolo Masters Series di Key Biscayne, stabilendo il primato di diciotto successi consecutivi nella competizione (battuto il precedente di Sampras, che tra il 1993 e il 1995 si fermò a 17; l'anno successivo vincerà i primi due incontri portando il primato a 20). Il 28 aprile 2003 torna per l'ennesima volta numero 1 del mondo, diventando il giocatore più anziano a raggiungere tale traguardo a 33 anni e 13 giorni (record poi superato da Roger Federer nel 2018); due settimane dopo lo cederà a Lleyton Hewitt; lo riconquisterà nuovamente il 16 giugno 2003 conservandolo per altre dodici settimane (portando il suo totale a 101). A causa di un infortunio è costretto a saltare alcuni importanti tornei e cederà lo scettro di numero 1 a Juan Carlos Ferrero, dopo avere perso contro di lui in semifinale all'US Open. Nella Masters Cup di fine anno arriva in finale, ma viene battuto da Federer; a fine anno è numero 4 del mondo.

### 2004-2006: ultimi anni e ritiro

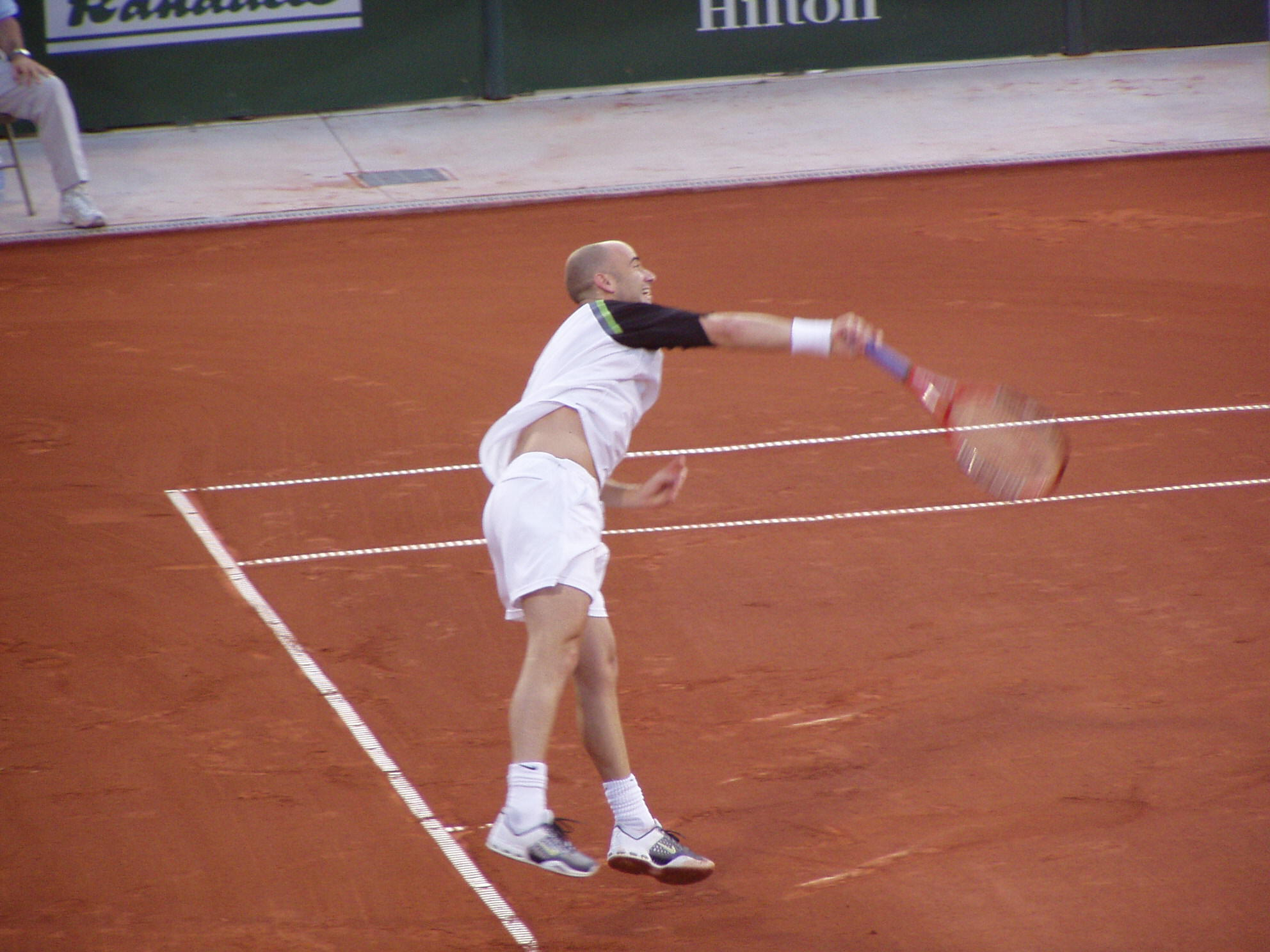
Agassi al torneo di Houston nel 2005

Nel 2004 il trentaquattrenne Agassi dimostra di potere ancora competere ad altissimo livello conquistando il Masters Series di Cincinnati: con questa vittoria Agassi stabilisce il primato di 17 Masters Series vinti, in seguito superato da Nadal. Nel corso della sua carriera Agassi ha vinto almeno una volta sette dei nove tornei del circuito MS. Durante l'anno Agassi diventa il sesto giocatore dell'era open ad avere raggiunto le 800 vittorie, battendo Alex Bogomolov a Los Angeles. Termina l'anno al numero 8 della classifica mondiale.
Nel 2005 viene eliminato nei quarti di finale all'Australian Open dal nuovo re del tennis mondiale: Roger Federer. Nei tornei successivi Agassi riesce sempre a essere competitivo ma non riesce ad aggiudicarsi nessun titolo. In seguito a un infortunio si presenta all'Open di Francia in condizioni precarie e viene eliminato al primo turno da Jarkko Nieminen. Dopo la delusione parigina vince per la quarta volta in carriera il torneo di Los Angeles e raggiunge la finale al Canada Masters, venendo sconfitto dal nuovo numero 2 del mondo Rafael Nadal. All'US Open contro ogni previsione riesce ad arrivare fino in finale ma viene nuovamente battuto da Roger Federer; comunque un grande risultato per Agassi che ottiene anche un trionfo di pubblico. Successivamente, a New York, si infortuna seriamente all'anca (al punto da non riuscire a camminare), ma rientra in tempo per la Tennis Masters Cup, in cui però non riesce a essere competitivo (si ritirerà prima della fine della competizione). Finisce l'anno come numero 7 del mondo.
Nel corso del 2006 annuncia che il suo ritiro avrà luogo dopo il torneo che aveva sempre più sentito, gli US Open. Nel torneo vince un'epica partita contro Marcos Baghdatis ma perde al terzo turno giocando sull'Arthur Ashe Stadium il 3 settembre, contro il giovane tedesco Benjamin Becker, in quattro set. Una ovazione in piedi lunga molti minuti saluta l'uomo che forse più di tutti ha dato e ricevuto dal tennis.
Ad Andre Agassi viene attribuita la frase "credere in me stesso mi fa vincere" e nel 2009 ha pubblicato Open, autobiografia molto ben accolta dalla critica. Agassi ha detenuto il primato di più vecchio numero 1 al mondo fino al 18 febbraio 2018, giorno in cui è stato scavalcato dall'allora trentaseienne Roger Federer.

## Vita privata

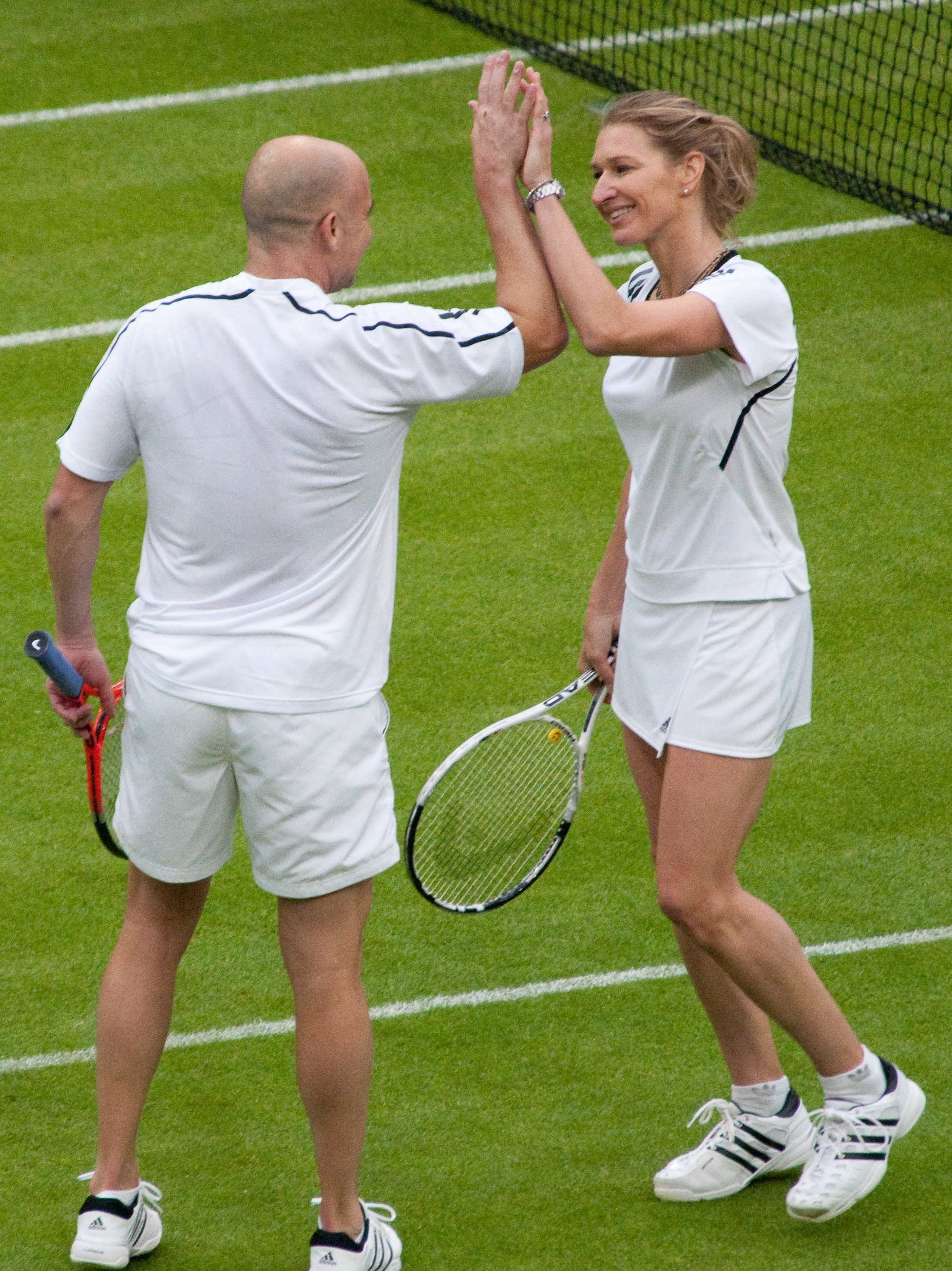
Agassi con la moglie Steffi Graf a Wimbledon 2009

Andre Agassi, sin da giovanissimo, ha dimostrato di avere una forte personalità e di non avere paura di mostrarla: indossava abiti colorati in campo quando la maggior parte dei tennisti vestiva solo di bianco, portava capelli lunghi e orecchini, e diventò un autentico divo grazie alla sua immagine ribelle. John McEnroe lo ha definito la "rockstar del tennis". A causa di questo suo gusto particolare nell'abbigliamento e della sua indole diserterà per i primi anni di carriera il torneo di Wimbledon (dove era obbligatorio vestire di bianco) e l'Australian Open. Era uno sportivo differente, originale di natura, schivo e riservato ma allo stesso tempo mondano nelle frequentazioni. Nei primi anni Novanta accettò di girare una pubblicità per la Canon che recitava "L'immagine è tutto", motto che gli venne appiccicato addosso e per cui viene ancora ricordato.
Nel 1997 si sposò con l'attrice Brooke Shields. Il matrimonio fu annullato nel 1999. Iniziò poi a frequentare la collega Steffi Graf, che ha sposato e con la quale ha avuto due figli, Jaden Gil e Jaz Elle.

## Stile e caratteristiche tecniche

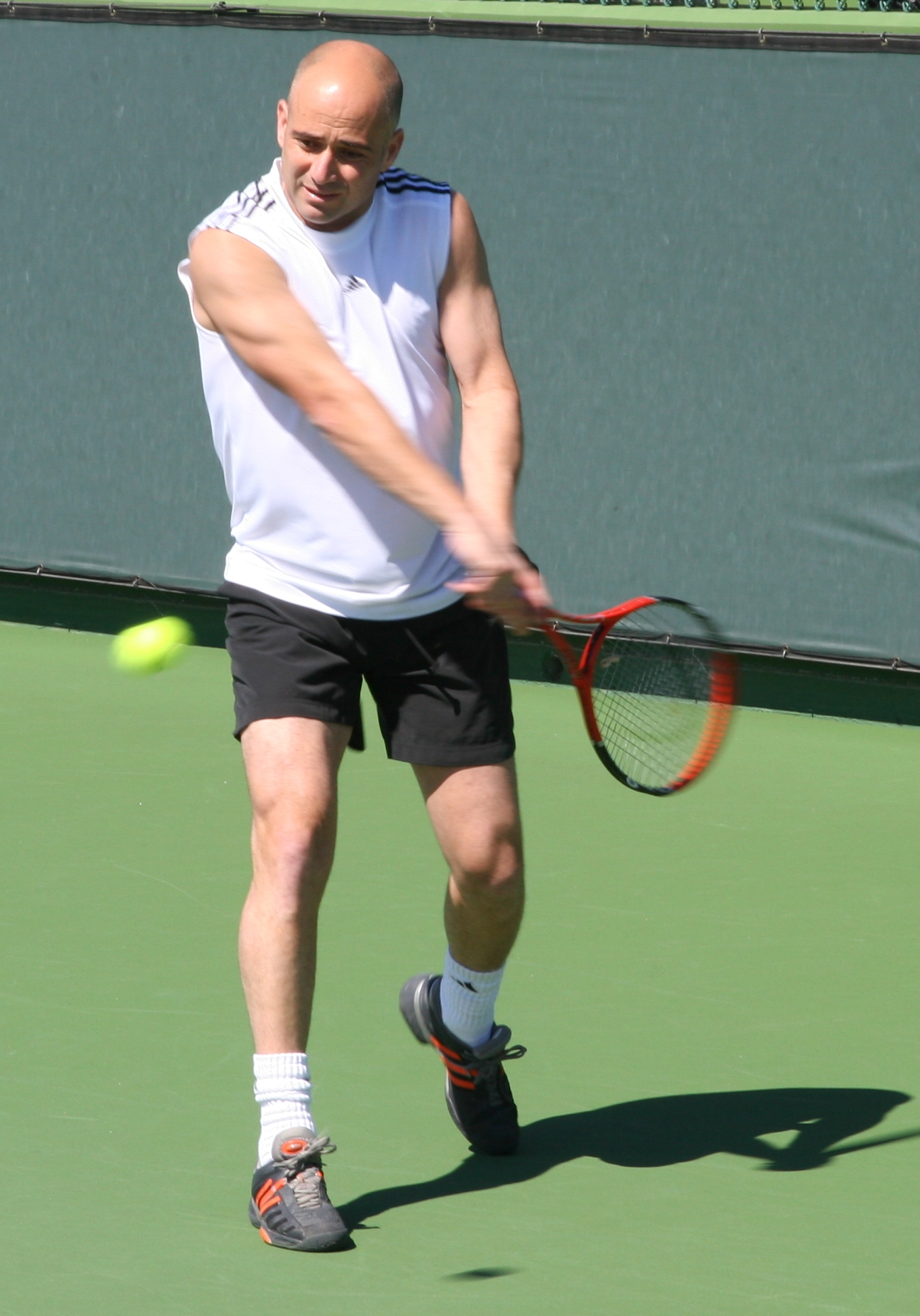
Il tipico rovescio bimane di Andre Agassi

Sin da piccolissimo, Agassi mostrava l'attitudine a seguire la palla soltanto con gli occhi, senza muovere il capo, segno di eccezionali riflessi e fondamento per quella che si sarebbe rivelata la sua arma più devastante, la risposta d'anticipo, ossia nel colpire la palla in fase ascendente, sfruttando una maggiore energia cinetica del rimbalzo e un minor utilizzo di tempo nel ribattere la palla, il risultato è un colpo di velocità e imprevedibilità impressionanti che, la maggior parte delle volte lascia fermo il giocatore (spesso non ancora uscito dal movimento del servizio) togliendogli il tempo.
Agassi non è un giocatore di tennis tipico: per quanto all'epoca la tendenza fosse quella di abbandonare il vecchio schema offensivo di "serve & volley", Agassi non amava i colpi interlocutori ed era un attaccante da fondocampo. Il suo colpo più riuscito era la risposta, definita la migliore di tutti i tempi e in grado di rimettere in gioco anche uno dei servizi più potenti mai eseguiti (quello di Andy Roddick a 240 km/h). Per contro il servizio di Agassi non è mai stato un colpo su cui il giocatore ha fatto molto affidamento, essendo spesso instabile, specialmente nelle giornate negative, e in ogni caso poco potente rispetto a quello di molti campioni dell'epoca, tra cui il suo grande rivale Pete Sampras (dotato di un servizio di grande efficacia, potentissimo e molto preciso). Il rovescio è bimane ed estremamente efficace, specie in lungolinea; lo stesso vale per il dritto, con cui predilige anche traiettorie anomale.
Dotato di un eccellente timing, reattività, coordinazione e velocità di esecuzione, quando Agassi imprimeva i suoi ritmi di gioco e metteva i piedi dentro al campo creava le condizioni ideali per esprimere il suo tennis.
Il suo punto debole è stato il gioco di rete: uno dei suoi coach, Brad Gilbert, ha per lungo tempo incoraggiato Agassi ad avanzare, ma senza grandi risultati; utilizzava la volée solamente come colpo definitivo a punto quasi ottenuto (suoi i famosi "schiaffi al volo") e tradiva spesso la mancanza di senso di posizione.

## Controversie
(Andre Agassi)
Nella sua autobiografia, Open, Agassi ha ammesso di avere fatto uso di metanfetamine e di avere mentito all'ATP per evitare una squalifica: nel 1997 risultò infatti positivo a un test antidoping e mentì all'ATP affermando di avere ingerito un cocktail di vodka contenente tale sostanza a sua insaputa. Salvò in questo modo il prosieguo della propria carriera sportiva. A sua difesa racconta che in quel periodo il suo matrimonio con Brooke Shields era in crisi e che fu per lui un periodo molto duro.
Tutto ciò non è passato inosservato nel mondo dello sport: Roger Federer si è infatti dichiarato scioccato e deluso, mentre Sergej Bubka ha dichiarato che Agassi avrebbe dovuto essere sanzionato; a queste critiche si sono poi aggiunti l'ex tennista tedesco Boris Becker, l'ex numero uno al mondo Martina Navrátilová e Rafael Nadal. In un'intervista esclusiva rilasciata alla CBS Agassi si è discolpato chiedendo comprensione:
(Agassi)
 Due giorni dopo è stata pubblicata un'altra rivelazione tratta dalla sua autobiografia: il tennista statunitense ha ammesso che la sua folta criniera dei primi anni novanta era un parrucchino.

## Statistiche

### Singolare

#### Vittorie (60)
| Legenda                                                       |
| Grande Slam (8)                                               |
| Tennis Masters Cup / ATP World Tour Finals (1)                |
| ATP Super 9 / Masters Series (17)                             |
| Giochi olimpici (1)                                           |
| ATP Championship Series / ATP International Series Gold (6)   |
| Grand Prix / ATP World Series / ATP International Series (27) |

| Legenda superfici |
| Cemento (46)      |
| Terra (7)         |
| Erba (1)          |
| Sintetico (6)     |

| Numero | Data              | Torneo                                                   | Superficie  | Avversario in finale | Punteggio                     |
| 1.     | 29 novembre 1987  | ATP Itaparica, Itaparica                                 | Cemento     | Luiz Mattar          | 7-6, 6-2                      |
| 2.     | 21 febbraio 1988  | Volvo U.S. National Indoor, Memphis                      | Cemento     | Mikael Pernfors      | 6-4, 6-4, 7-5                 |
| 3.     | 1º maggio 1988    | U.S. Men's Clay Court Championships, Charleston          | Terra rossa | Jimmy Arias          | 6-2, 6-2                      |
| 4.     | 8 maggio 1988     | WCT Tournament of Champions, Forest Hills                | Terra rossa | Slobodan Živojinović | 7-5 7-6 7-5                   |
| 5.     | 17 luglio 1988    | Mercedes Cup, Stoccarda                                  | Terra rossa | Andrés Gómez         | 6-4, 6-2                      |
| 6.     | 31 luglio 1988    | ATP Volvo International, Stratton Mountain               | Cemento     | Paul Annacone        | 6-2, 6-4                      |
| 7.     | 21 agosto 1988    | Livingston Open, Livingston                              | Cemento     | Jeff Tarango         | 6-2, 6-4                      |
| 8.     | 8 ottobre 1989    | Verizon Tennis Challenge, Orlando                        | Cemento     | Brad Gilbert         | 6-2 6-1                       |
| 9.     | 11 febbraio 1990  | Pacific Coast Championships, San Francisco               | Sintetico   | Todd Witsken         | 6-1 6-3                       |
| 10.    | 29 marzo 1990     | Lipton International Players Championships, Key Biscayne | Cemento     | Stefan Edberg        | 6-1, 6-4, 0-6, 6-2            |
| 11.    | 22 luglio 1990    | Sovran Bank Classic, Washington                          | Cemento     | Jim Grabb            | 6-1, 6-4                      |
| 12.    | 18 novembre 1990  | ATP Tour World Championships, Francoforte                | Sintetico   | Stefan Edberg        | 5-7, 7-6, 7-5, 6-2            |
| 13.    | 7 aprile 1991     | Verizon Tennis Challenge, Orlando (2)                    | Cemento     | Derrick Rostagno     | 6-2, 1-6, 6-3                 |
| 14.    | 21 luglio 1991    | Sovran Bank Classic, Washington (2)                      | Cemento     | Petr Korda           | 6-3, 6-4                      |
| 15.    | 3 maggio 1992     | Verizon Tennis Challenge, Atlanta (3)                    | Terra verde | Pete Sampras         | 7-5, 6-4                      |
| 16.    | 5 luglio 1992     | Torneo di Wimbledon, Londra                              | Erba        | Goran Ivanišević     | 6(8)-7, 6-4, 6-4, 1-6, 6-4    |
| 17.    | 26 luglio 1992    | Canada Open, Toronto                                     | Cemento     | Ivan Lendl           | 3-6, 6-2, 6-0                 |
| 18.    | 7 febbraio 1993   | Pacific Coast Championships, San Francisco (2)           | Cemento     | Brad Gilbert         | 6-2, 6(4)-7, 6-2              |
| 19.    | 28 febbraio 1993  | Tennis Channel Open, Scottsdale                          | Cemento     | Marcos Ondruska      | 6-2, 3-6, 6-3                 |
| 20.    | 27 febbraio 1994  | Tennis Channel Open, Scottsdale (2)                      | Cemento     | Luiz Mattar          | 6-4, 6-3                      |
| 21.    | 31 luglio 1994    | Canada Open, Toronto (2)                                 | Cemento     | Jason Stoltenberg    | 6-4, 6-4                      |
| 22.    | 11 settembre 1994 | U.S. Open, New York                                      | Cemento     | Michael Stich        | 6-1, 7-6(5), 7-5              |
| 23.    | 23 ottobre 1994   | Vienna Open, Vienna                                      | Sintetico   | Michael Stich        | 7-6(4), 4-6, 6-2, 6-3         |
| 24.    | 6 novembre 1994   | Paris Open, Parigi                                       | Sintetico   | Marc Rosset          | 6-3, 6-3, 4-6, 7-5            |
| 25.    | 29 gennaio 1995   | Australian Open, Melbourne                               | Cemento     | Pete Sampras         | 4-6, 6-1, 7-6(6), 6-4         |
| 26.    | 12 febbraio 1995  | Sybase Open, San Jose                                    | Cemento     | Michael Chang        | 6-2, 1-6, 6-3                 |
| 27.    | 26 marzo 1995     | Lipton Championships, Key Biscayne (2)                   | Cemento     | Pete Sampras         | 3-6, 6-2, 7-6(3)              |
| 28.    | 23 luglio 1995    | Sovran Bank Classic, Washington (3)                      | Cemento     | Stefan Edberg        | 6-4, 2-6, 7-5                 |
| 29.    | 30 luglio 1995    | Canada Open, Montréal (3)                                | Cemento     | Pete Sampras         | 3-6, 6-2, 6-3                 |
| 30.    | 13 agosto 1995    | Cincinnati Open, Cincinnati                              | Cemento     | Michael Chang        | 7-5, 6-2                      |
| 31.    | 20 agosto 1995    | ATP Volvo International, New Haven                       | Cemento     | Richard Krajicek     | 3-6, 7-6(2), 6-3              |
| 32.    | 1º aprile 1996    | Lipton Championships, Key Biscayne (3)                   | Cemento     | Goran Ivanišević     | 3-0 ritiro                    |
| 33.    | 28 luglio 1996    | Giochi Olimpici, Atlanta                                 | Cemento     | Sergi Bruguera       | 6-2, 6-3, 6-1                 |
| 34.    | 11 agosto 1996    | Cincinnati Open, Cincinnati (2)                          | Cemento     | Michael Chang        | 7-6(4), 6-4                   |
| 35.    | 15 febbraio 1998  | Sybase Open, San Jose (2)                                | Cemento     | Pete Sampras         | 6-2, 6-4                      |
| 36.    | 8 marzo 1998      | Tennis Channel Open, Scottsdale (3)                      | Cemento     | Jason Stoltenberg    | 6-4, 7-6(3)                   |
| 37.    | 26 luglio 1998    | Legg Mason Tennis Classic, Washington                    | Cemento     | Scott Draper         | 6-2, 6-0                      |
| 38.    | 2 agosto 1998     | Countrywide Classic, Los Angeles                         | Cemento     | Tim Henman           | 6-4, 6-4                      |
| 39.    | 25 ottobre 1998   | ATP Ostrava, Ostrava                                     | Sintetico   | Ján Krošlák          | 6-2, 3-6, 6-3                 |
| 40.    | 11 aprile 1999    | Hong Kong Open, Hong Kong                                | Cemento     | Boris Becker         | 6(4)-7, 6-4, 6-4              |
| 41.    | 6 giugno 1999     | Open di Francia, Parigi                                  | Terra rossa | Andrij Medvedjev     | 1-6, 2-6, 6-4, 6-3, 6-4       |
| 42.    | 22 agosto 1999    | Legg Mason Tennis Classic, Washington                    | Cemento     | Evgenij Kafel'nikov  | 7-6(3), 6-1                   |
| 43.    | 12 settembre 1999 | US Open, New York (2)                                    | Cemento     | Todd Martin          | 6-4, 6(5)-7, 6(2)-7, 6-3, 6-2 |
| 44.    | 7 novembre 1999   | Paris Open, Francia                                      | Sintetico   | Marat Safin          | 7-6(1), 6-2, 4-6, 6-4         |
| 45.    | 30 gennaio 2000   | Australian Open, Melbourne (2)                           | Cemento     | Evgenij Kafel'nikov  | 3-6, 6-3, 6-2, 6-4            |
| 46.    | 28 gennaio 2001   | Australian Open, Melbourne (3)                           | Cemento     | Arnaud Clément       | 6-4, 6-2, 6-2                 |
| 47.    | 18 marzo 2001     | Newsweek Champions Cup and the Evert Cup, Indian Wells   | Cemento     | Pete Sampras         | 7-6(5), 7-5, 6-1              |
| 48.    | 2 aprile 2001     | Ericsson Open, Key Biscayne (4)                          | Cemento     | Jan-Michael Gambill  | 7-6(4), 6-1, 6-0              |
| 49.    | 29 luglio 2001    | Countrywide Classic, Los Angeles (2)                     | Cemento     | Pete Sampras         | 6-4, 6-2                      |
| 50.    | 10 marzo 2002     | Tennis Channel Open, Scottsdale (4)                      | Cemento     | Joan Balcells        | 6-2, 7-6(2)                   |
| 51.    | 1º aprile 2002    | NASDAQ-100 Open, Key Biscayne (5)                        | Cemento     | Roger Federer        | 6-3, 6-3, 3-6, 6-4            |
| 52.    | 13 maggio 2002    | Internazionali d'Italia, Roma                            | Terra rossa | Tommy Haas           | 6-3, 6-3, 6-0                 |
| 53.    | 28 luglio 2002    | Countrywide Classic, Los Angeles (3)                     | Cemento     | Jan-Michael Gambill  | 6-2, 6-4                      |
| 54.    | 20 ottobre 2002   | Madrid Masters, Madrid                                   | Cemento     | Jiří Novák           | walkover                      |
| 55.    | 26 gennaio 2003   | Australian Open, Melbourne (4)                           | Cemento     | Rainer Schüttler     | 6-2, 6-2, 6-1                 |
| 56.    | 16 febbraio 2003  | SAP Open, San Jose (3)                                   | Cemento     | Davide Sanguinetti   | 6-3, 6-1                      |
| 57.    | 26 marzo 2003     | NASDAQ-100 Open, Key Biscayne (6)                        | Cemento     | Carlos Moyá          | 6-3, 6-3                      |
| 58.    | 27 aprile 2003    | U.S. Men's Clay Court Championships, Houston             | Terra rossa | Andy Roddick         | 3-6 6-3 6-4                   |
| 59.    | 8 agosto 2004     | Cincinnati Masters, Cincinnati (3)                       | Cemento     | Lleyton Hewitt       | 6-3, 3-6, 6-2                 |
| 60.    | 31 luglio 2005    | Mercedes-Benz Cup, Los Angeles (4)                       | Cemento     | Gilles Müller        | 6-4, 7-5                      |

#### Finali perse (30)
| Legenda singolare                        |
| Grande Slam (7)                          |
| ATP World Tour Finals/Grand Slam Cup (4) |
| Giochi olimpici (0)                      |
| ATP Masters 1000 (5)                     |
| ATP World Tour 500 (3)                   |
| ATP World Tour 250 (11)                  |

| Legenda superfici |
| Cemento (24)      |
| Terra (5)         |
| Erba (1)          |

| Numero | Data              | Torneo                                 | Superficie  | Avversario in finale | Punteggio                  |
| 1.     | 27 aprile 1987    | Seoul Open, Seul                       | Cemento     | Jim Grabb            | 1-6, 6-4, 6-2              |
| 2.     | 26 settembre 1988 | Countrywide Classic, Los Angeles       | Cemento     | Mikael Pernfors      | 6-2, 7-5                   |
| 3.     | 22 maggio 1989    | Internazionali d'Italia, Roma          | Terra rossa | Alberto Mancini      | 6-3, 4-6, 2-6, 7-6(2), 6-1 |
| 4.     | 12 marzo 1990     | Indian Wells Masters, Indian Wells     | Cemento     | Stefan Edberg        | 6-4, 5-7, 7-6(1), 7-6(6)   |
| 5.     | 11 giugno 1990    | Open di Francia, Parigi                | Terra rossa | Andrés Gómez         | 6-3, 2-6, 6-4, 6-4         |
| 6.     | 10 settembre 1990 | US Open, New York                      | Cemento     | Pete Sampras         | 6-4, 6-3, 6-2              |
| 7.     | 10 giugno 1991    | Open di Francia, Parigi                | Terra rossa | Jim Courier          | 3-6, 6-4, 2-6, 6-1, 6-4    |
| 8.     | 21 marzo 1994     | Miami Masters, Miami                   | Cemento     | Pete Sampras         | 5-7, 6-3, 6-3              |
| 9.     | 13 marzo 1995     | Indian Wells Masters, Indian Wells     | Cemento     | Pete Sampras         | 7-5, 6-3, 7-5              |
| 10.    | 17 aprile 1995    | Japan Open Tennis Championships, Tokyo | Cemento     | Jim Courier          | 6-4, 6-3                   |
| 11.    | 8 maggio 1995     | Verizon Tennis Challenge, Atlanta      | Terra verde | Michael Chang        | 6-2, 6(6)-7, 6-4           |
| 12.    | 11 settembre 1995 | US Open, New York                      | Cemento     | Pete Sampras         | 6-4, 6-3, 4-6, 7-5         |
| 13.    | 19 febbraio 1996  | SAP Open, San José                     | Cemento (i) | Pete Sampras         | 6-2, 6-3                   |
| 14.    | 30 marzo 1998     | Miami Masters, Miami                   | Cemento     | Marcelo Ríos         | 7-5, 6-3, 6-4              |
| 15.    | 4 maggio 1998     | BMW Open, Monaco                       | Terra rossa | Thomas Enqvist       | 6(4)-7, 7-6(6), 6-3        |
| 16.    | 24 agosto 1998    | RCA Championships, Indianapolis        | Cemento     | Àlex Corretja        | 2-6, 6-2, 6-3              |
| 17.    | 28 settembre 1998 | Grand Slam Cup, Monaco                 | Cemento (i) | Marcelo Ríos         | 6-4, 2-6, 7-6(1), 5-7, 6-3 |
| 18.    | 12 ottobre 1998   | Swiss Indoors, Basilea                 | Cemento (i) | Tim Henman           | 6-4, 6-3, 3-6, 6-4         |
| 19.    | 5 luglio 1999     | Wimbledon, Londra                      | Erba        | Pete Sampras         | 6-3, 6-4, 7-5              |
| 20.    | 2 agosto 1999     | Countrywide Classic, Los Angeles       | Cemento     | Pete Sampras         | 7-6(3), 7-6(1)             |
| 21.    | 29 novembre 1999  | Tennis Masters Cup, Hannover           | Cemento (i) | Pete Sampras         | 6-1, 7-5, 6-4              |
| 22.    | 21 agosto 2000    | Legg Mason Tennis Classic, Washington  | Cemento     | Àlex Corretja        | 6-2, 6-3                   |
| 23.    | 4 dicembre 2000   | Tennis Masters Cup, Lisbona            | Cemento (i) | Gustavo Kuerten      | 6-4, 6-4, 6-4              |
| 24.    | 5 marzo 2001      | SAP Open, San José                     | Cemento (i) | Greg Rusedski        | 6-3, 6-4                   |
| 25.    | 4 marzo 2002      | SAP Open, San José                     | Cemento (i) | Lleyton Hewitt       | 4-6, 7-6(6), 7-6(4)        |
| 26.    | 9 settembre 2002  | US Open, New York                      | Cemento     | Pete Sampras         | 6-3, 6-4, 5-7, 6-4         |
| 27.    | 17 novembre 2003  | Tennis Masters Cup, Houston            | Cemento     | Roger Federer        | 6-3, 6-0, 6-4              |
| 28.    | 1º novembre 2004  | Stockholm Open, Stoccolma              | Cemento (i) | Thomas Johansson     | 3-6, 6-3, 7-6(4)           |
| 29.    | 15 agosto 2005    | Canada Masters, Montréal               | Cemento     | Rafael Nadal         | 6-3, 4-6, 6-2              |
| 30.    | 12 settembre 2005 | US Open, New York                      | Cemento     | Roger Federer        | 6-3, 2-6, 7-6(1), 6-1      |

### Doppio

#### Vittorie (1)
| Numero | Data           | Torneo                         | Superficie | Compagno   | Avversari in finale       | Punteggio |
| 1.     | 16 agosto 1993 | Cincinnati Masters, Cincinnati | Cemento    | Petr Korda | Stefan Edberg Henrik Holm | 7-6, 6-4  |

#### Finali perse (3)
| Numero | Data           | Torneo                                | Superficie | Compagno        | Avversari in finale            | Punteggio |
| 1.     | 17 luglio 1992 | Canada Masters, Toronto               | Cemento    | John McEnroe    | Patrick Galbraith Danie Visser | 7-5, 6-4  |
| 2.     | 12 aprile 1999 | Hong Kong Open, Hong Kong             | Cemento    | David Wheaton   | James Greenhalgh Grant Silcock | W/O       |
| 3.     | 21 agosto 2000 | Legg Mason Tennis Classic, Washington | Cemento    | Sargis Sargsian | Alex O'Brien Jared Palmer      | 7-5, 6-1  |

### Performance nel tempo
| Torneo              | Carriera V-P | Vinti  | 1986  | 1987  | 1988  | 1989  | 1990  | 1991  | 1992  | 1993  | 1994  | 1995  | 1996  | 1997  | 1998  | 1999  | 2000  | 2001  | 2002  | 2003  | 2004  | 2005  | 2006  |
| ------------------- | ------------ | ------ | ----- | ----- | ----- | ----- | ----- | ----- | ----- | ----- | ----- | ----- | ----- | ----- | ----- | ----- | ----- | ----- | ----- | ----- | ----- | ----- | ----- |
| Grande Slam         |              |        |       |       |       |       |       |       |       |       |       |       |       |       |       |       |       |       |       |       |       |       |       |
| Australian Open     | 48-5         | 4 / 9  | ND    | A     | A     | A     | A     | A     | A     | A     | A     | V     | SF    | A     | 4T    | 4T    | V     | V     | A     | V     | SF    | QF    | A     |
| Open di Francia     | 51-16        | 1 / 17 | A     | 2T    | SF    | 3T    | F     | F     | SF    | A     | 2T    | QF    | 2T    | A     | 1T    | V     | 2T    | QF    | QF    | QF    | 1T    | 1T    | A     |
| Wimbledon           | 46-13        | 1 / 14 | A     | 1T    | A     | A     | A     | QF    | V     | QF    | 4T    | SF    | 1T    | A     | 2T    | F     | SF    | SF    | 2T    | 4T    | A     | A     | 3T    |
| US Open             | 79-19        | 2 / 21 | 1T    | 1T    | SF    | SF    | F     | 1T    | QF    | 1T    | V     | F     | SF    | 4T    | 4T    | V     | 2T    | QF    | F     | SF    | QF    | F     | 3T    |
| Grande Slam SR      | N/A          | 8 / 61 | 0 / 1 | 0 / 3 | 0 / 2 | 0 / 2 | 0 / 2 | 0 / 3 | 1 / 3 | 0 / 2 | 1 / 3 | 1 / 4 | 0 / 4 | 0 / 1 | 0 / 4 | 2 / 4 | 1 / 4 | 1 / 4 | 0 / 3 | 1 / 4 | 0 / 3 | 0 / 3 | 0 / 2 |
| Grande Slam V-P     | 224-53       | N/A    | 0-1   | 1-3   | 10-2  | 7-2   | 12-2  | 10-3  | 16-2  | 4-2   | 11-2  | 22-3  | 11-4  | 3-1   | 7-4   | 23-2  | 14-3  | 20-3  | 11-3  | 19-3  | 9-3   | 10-3  | 4-2   |
| Torneo di fine anno |              |        |       |       |       |       |       |       |       |       |       |       |       |       |       |       |       |       |       |       |       |       |       |
| Masters Cup         | 22-20        | 1 / 13 | A     | A     | RR    | RR    | V     | SF    | A     | A     | SF    | A     | RR    | A     | RR    | F     | F     | RR    | RR    | F     | A     | RR    | A     |
| ATP Masters Series  |              |        |       |       |       |       |       |       |       |       |       |       |       |       |       |       |       |       |       |       |       |       |       |
| Indian Wells        | 41-16        | 1 / 17 | A     | A     | SF    | QF    | F     | 3T    | 3T    | 2T    | 2T    | F     | QF    | 1T    | QF    | A     | 1T    | V     | 1T    | A     | SF    | QF    | 3T    |
| Key Biscayne        | 63-13        | 6 / 19 | A     | 1T    | 3T    | 1T    | V     | 4T    | 2T    | 4T    | F     | V     | V     | 2T    | F     | 2T    | SF    | V     | V     | V     | 4T    | SF    | A     |
| Monte Carlo         | 2-4          | 0 / 4  | A     | A     | A     | A     | A     | 2T    | A     | A     | 1T    | A     | 3T    | A     | 2T    | A     | A     | A     | A     | A     | A     | A     | A     |
| Roma                | 33-10        | 1 / 11 | A     | 2T    | QF    | F     | A     | 1T    | A     | A     | 2T    | A     | A     | A     | A     | 3T    | 3T    | 1T    | V     | 1T    | A     | SF    | A     |
| Amburgo             | 5-5          | 0 / 5  | A     | A     | A     | A     | 3T    | A     | 2T    | A     | A     | QF    | A     | A     | A     | A     | A     | 2T    | A     | A     | A     | 1T    | A     |
| Toronto/Montréal    | 41-11        | 3 / 14 | A     | A     | A     | SF    | QF    | 2T    | V     | QF    | V     | V     | A     | A     | SF    | SF    | 1T    | 1T    | A     | QF    | 2T    | F     | A     |
| Cincinnati          | 31-10        | 3 / 13 | A     | A     | A     | A     | 3T    | 3T    | 3T    | SF    | A     | V     | V     | 1T    | 2T    | SF    | 2T    | 1T    | QF    | A     | V     | A     | A     |
| Madrid              | 21-11        | 1 / 12 | A     | A     | A     | QF    | 2T    | A     | A     | A     | QF    | 3T    | QF    | 1T    | 3T    | SF    | 3T    | 2T    | V     | A     | SF    | A     | A     |
| Parigi              | 14-4         | 2 / 6  | A     | A     | A     | A     | A     | A     | 2T    | A     | V     | A     | 2T    | A     | QF    | V     | A     | A     | QF    | A     | A     | A     | A     |
| Statistiche         |              |        |       |       |       |       |       |       |       |       |       |       |       |       |       |       |       |       |       |       |       |       |       |
| Anno                | Carriera     |        | 1986  | 1987  | 1988  | 1989  | 1990  | 1991  | 1992  | 1993  | 1994  | 1995  | 1996  | 1997  | 1998  | 1999  | 2000  | 2001  | 2002  | 2003  | 2004  | 2005  | 2006  |
| Tornei giocati      | 343          | N/A    | 6     | 18    | 18    | 19    | 15    | 20    | 22    | 14    | 19    | 18    | 17    | 13    | 24    | 19    | 18    | 18    | 16    | 13    | 14    | 14    | 8     |
| Vinti               | 60           | N/A    | 0     | 1     | 6     | 1     | 4     | 2     | 3     | 2     | 5     | 7     | 3     | 0     | 5     | 5     | 1     | 4     | 5     | 4     | 1     | 1     | 0     |
| Cemento V-P         | 587-155      | N/A    | 4-5   | 21-10 | 33-6  | 20-6  | 26-5  | 17-7  | 19-7  | 27-8  | 29-6  | 53-3  | 34-7  | 11-10 | 47-10 | 41-9  | 25-9  | 35-10 | 36-7  | 32-6  | 37-10 | 32-8  | 8-6   |
| Terra V-P           | 152-57       | N/A    | 0-0   | 5-5   | 29-3  | 13-4  | 9-4   | 10-4  | 15-4  | 2-1   | 4-4   | 11-3  | 2-2   | 1-1   | 5-3   | 9-2   | 4-3   | 5-4   | 13-2  | 9-2   | 0-2   | 6-4   | 0-0   |
| Erba V-P            | 50-18        | N/A    | 0-0   | 0-1   | 0-0   | 0-0   | 0-0   | 4-1   | 7-0   | 4-2   | 3-1   | 5-1   | 0-1   | 0-0   | 1-1   | 6-1   | 6-2   | 5-1   | 1-1   | 6-2   | 0-1   | 0-0   | 2-2   |
| Sintetico V-P       | 81-44        | N/A    | 1-1   | 0-1   | 1-2   | 8-9   | 10-3  | 8-5   | 1-4   | 0-0   | 16-3  | 4-2   | 2-4   | 0-1   | 15-4  | 7-2   | 5-1   | 0-0   | 3-2   | 0-0   | 0-0   | 0-0   | 0-0   |
| Totale V-P          | 870-274      | N/A    | 5-6   | 26-17 | 63-11 | 41-19 | 45-12 | 39-17 | 42-15 | 33-11 | 52-14 | 73-9  | 38-14 | 12-12 | 68-18 | 63-14 | 40-15 | 45-15 | 53-12 | 47-10 | 37-13 | 38-12 | 10-8  |
| V %                 | 76%          |        | 46%   | 60%   | 85%   | 68%   | 79%   | 70%   | 74%   | 75%   | 79%   | 89%   | 73%   | 50%   | 79%   | 82%   | 73%   | 75%   | 82%   | 82%   | 74%   | 76%   | 56%   |
| Ranking fine anno   | N/A          | N/A    | 91    | 25    | 3     | 7     | 4     | 10    | 9     | 24    | 2     | 2     | 8     | 122   | 6     | 1     | 6     | 3     | 2     | 4     | 8     | 7     | 150   |

## Opere
- Andre Agassi, Open, traduzione a cura di Giuliana Lupi, Torino, Einaudi, 2011,  p. 502, ISBN 978-88-06-20726-7.